# Wägitalersee
Der Wägitalersee ist ein Stausee im Schweizer Kanton Schwyz für das Pumpspeicherkraftwerk Wägital. Die Gewichtsstaumauer der Talsperre war weltweit die erste mit einer Höhe über 100 Meter.

## Lage
Der See liegt im oberen Wägital und ist umgeben von den Bergen Gross Aubrig, Fluebrig, Zindlenspitz, Brünnelistock und Bockmattli. Der Stausee liegt vollständig in der Gemeinde Innerthal, der einzigen Ortschaft am See, und ist über eine Strasse von Siebnen aus erreichbar. Auf der Strasse rund um den See befinden sich zwei Brücken, die 1924 vom Ingenieur Robert Maillart, der als Pionier des Stahlbetonbaus in der Schweiz gilt, entworfen wurden. Es sind dies die Schrähbachbrücke, die auf der Nordseite in der Nähe Staumauer Schräh eine Bucht des Sees überspannt, und die Ziggenbachbrücke, die sich ebenfalls am Nordufer befindet. Die dritte Maillartbrücke (Flienglibachbrücke von 1923) führte die Seestrasse bei Innerthal über eine Bucht. Sie wurde 1969 im Zuge der Strassenbegradigung durch eine Plattenbrücke ersetzt. Um den See führt eine Wander- und Veloroute.

## Geschichte
Vor dem Bau der Staumauer befand sich im Bereich des Wägitalersees ein Badehotel mit regem Bade- und Kurbetrieb. Durch den Bau der damals höchsten Gewichtsstaumauer im Schräh musste das Dorf Innerthal aufgegeben werden. Die Kirche wurde gesprengt. Das Dorf wurde mit Kirche, Schule und Pfarrhaus an der heutigen Stelle neu errichtet. Im Juli 1924 begann der Aufstau, dem 37 Heimwesen zum Opfer fielen.
Der Stausee hat ein Fassungsvermögen von ca. 150 Mio. m³, das zur Deckung der Spitzenenergie im Winter genutzt wird. Neben den natürlichen Zuflüssen aus einem Einzugsgebiet von 42,7 km² wird der See zusätzlich durch das Kraftwerk Rempen gespeist, das bei Schwachlast mit überschüssiger Energie Wasser aus dem Rämpensee in den Wägitalersee pumpt. Ursprünglich wurde der Seespiegel zwischen 900 m ü. M. und 800 m ü. M. gehalten, die Jahresabsenkung wurde dann zur Schonung der Steilufer von 50 auf 20 m reduziert.
Die Geschichte rund um den Bau der Talsperre inspirierte Beat Hüppin zum historischen Roman Talwasser (2016).

## Bilder

Flugaufnahme 1957 mit dem Glärnisch
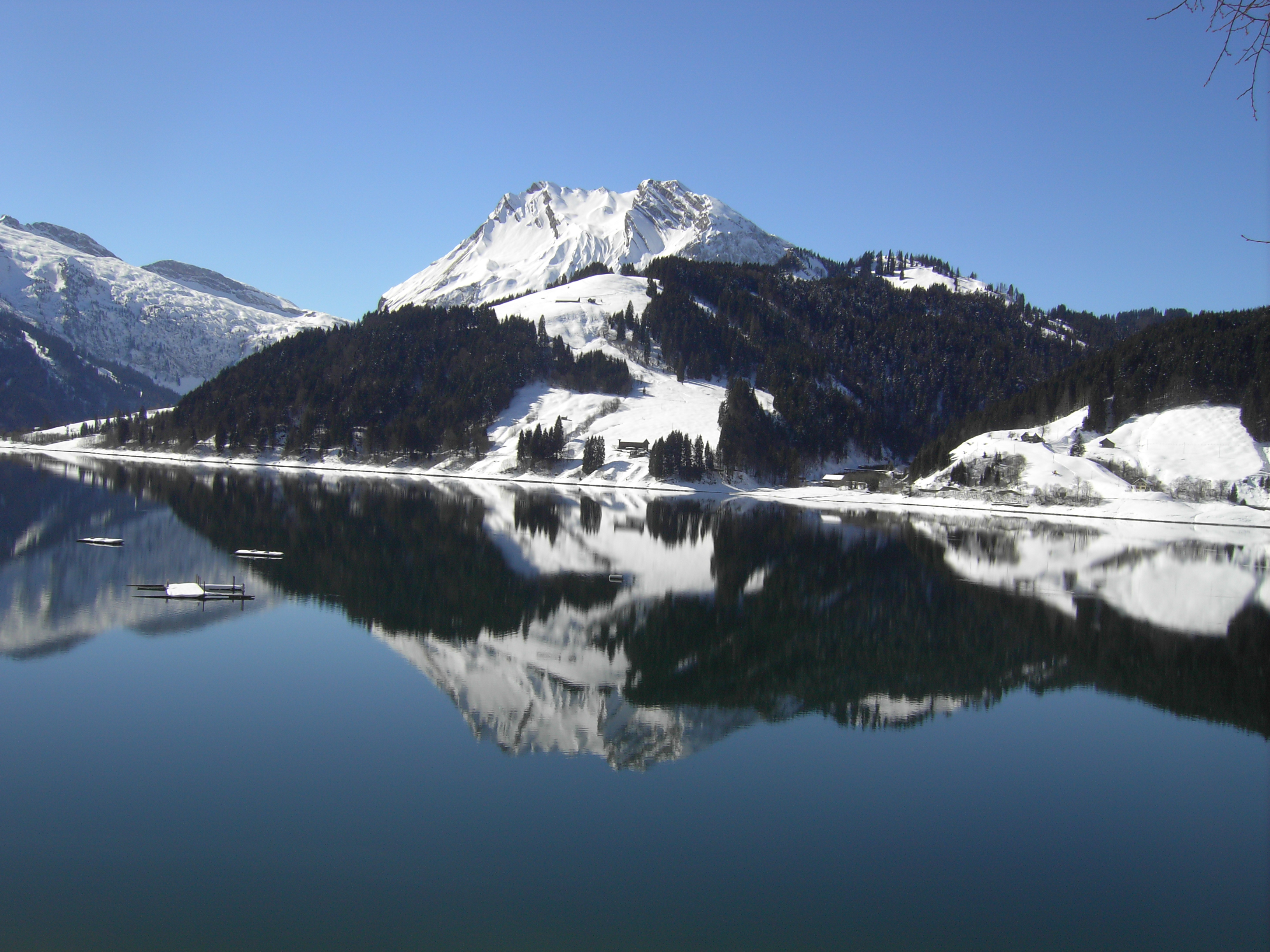
Wägitalersee im Winter, Sicht gegen Westen mit dem Fluebrig
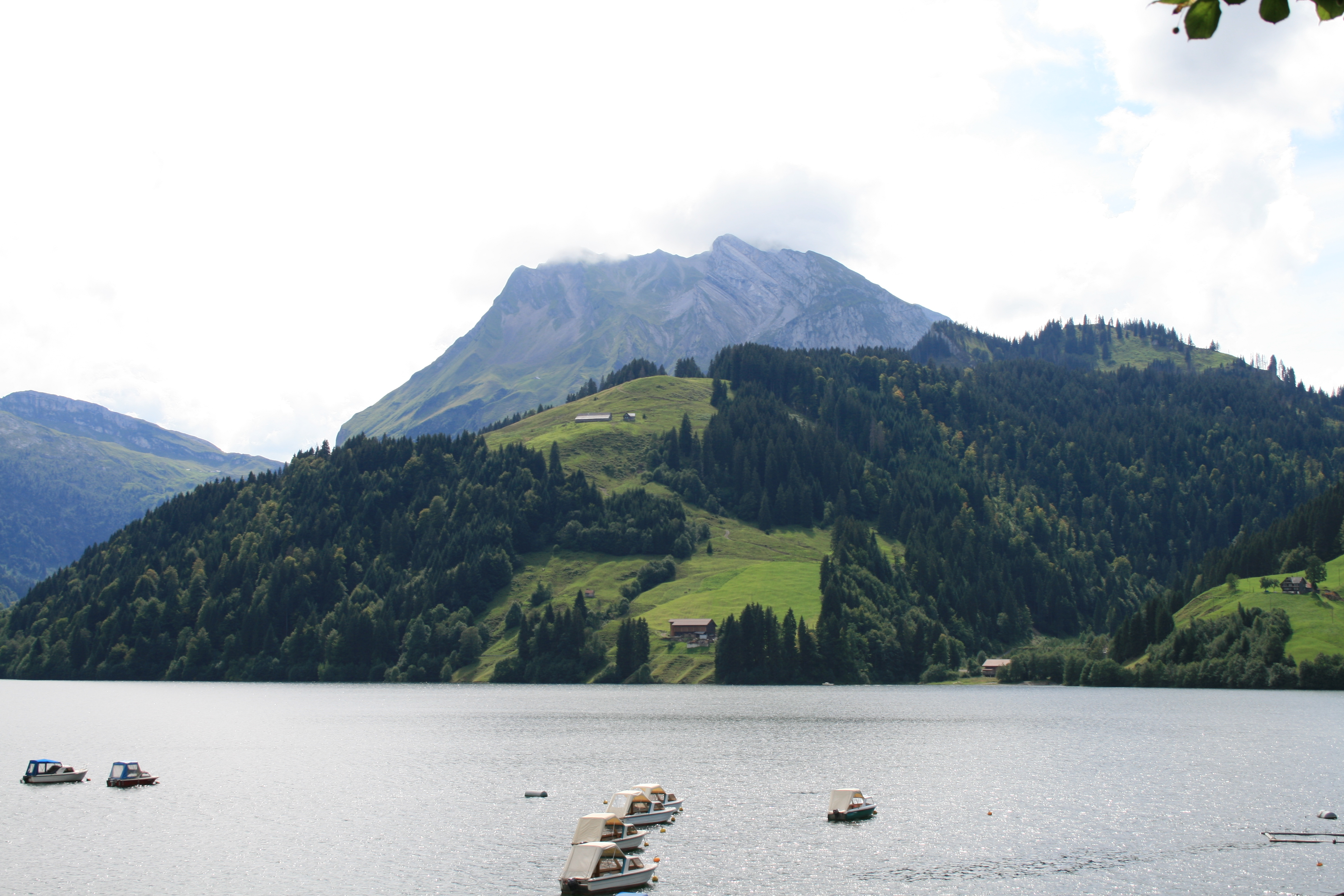
Wägitalersee im Sommer
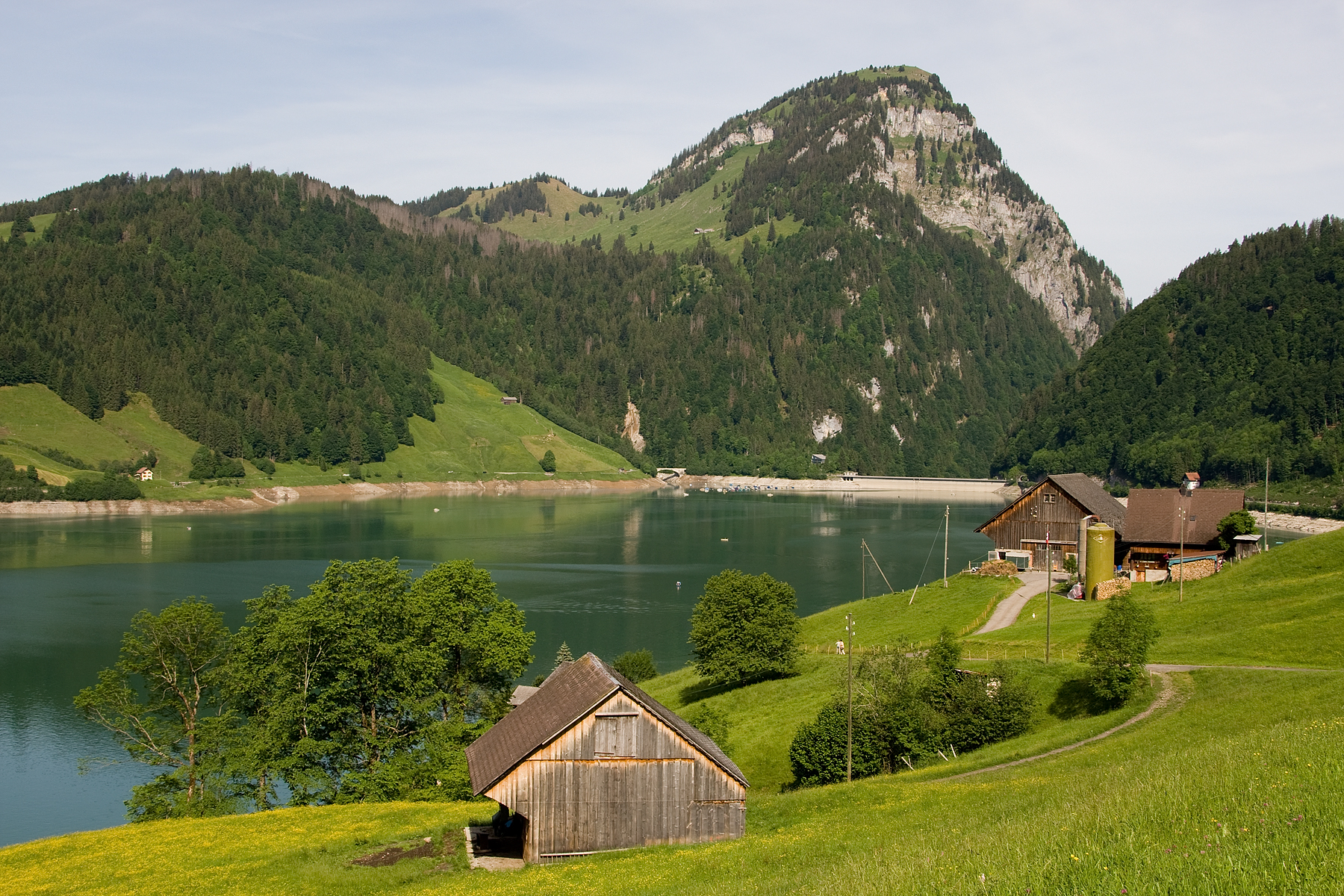
Wägitalerstausee mit Blick zum Gross Aubrig